# Софийская котловина
Софи́йская котлови́на (болг. Софийска котловина) — долина в средней части западной Болгарии, ограниченная с северо-востока Балканскими горами, с юго-запада горами Вискяр, Люлин, Витоша, с юго-востока горой Вакарел и с северо-востока возвышенностью Сливница.
Установлено, что когда-то Софийская котловина представляла собой озеро, возникшее в результате затопления долины рекой Искыр. Именно поэтому почвы в котловине в основном песчаные и глинистые. Озеро перестало существовать, когда река нашла новый выход сквозь Балканские горы, образовав ущелье Искыр.
В котловине расположены столица Болгарии София, город Костинброд, а также сёла Челопечене, Негован, Казичене, Бусманци, Иваняне, Кубратово, Локорско, Пролеша, Мировяне, Доброславци, Петырч и другие.
Котловина характеризуется некоторой сейсмической активностью. В Софийской котловине осуществляется добыча строительных материалов: песка, гравия.
Софийская котловина богата минеральными источниками, такими как Горна Баня, Панчарево и Банкя. В котловине много озёр, в которых водятся сазан, толстолобик, щука, судак и другие виды рыб. Дно озёр каменисто-песчаное, покрытое тиной.

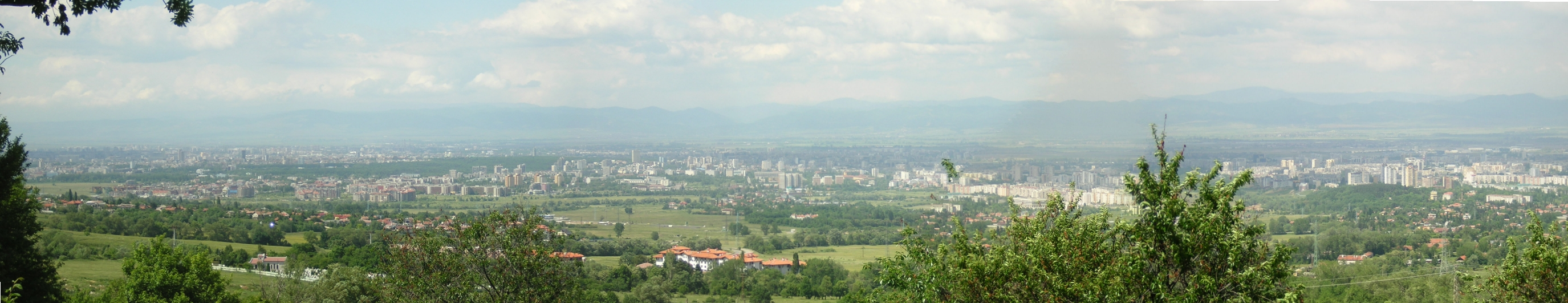
Вид на Софию и Софийскую котловину со стороны горы Витоша. На горизонте Балканские горы. В центре вход в ущелье Искыр